# Duxford
Duxford is een civil parish in Cambridgeshire, Engeland, ongeveer 15 kilometer ten zuiden van Cambridge. De plaats telt 2099 inwoners.